# 杨洪墓
杨洪墓，位于中国河北省张家口市杨家坟，为张家口市赤城县的一个省级文物保护单位，类型为古墓葬，公布时间为1993年7月15日。
杨洪墓始建于明永乐十六年（1418年），第一位墓主人是杨洪的母亲施氏。墓地东侧的杨洪神道碑由杨洪生前好友大同巡抚王越和宣府督察院督御史叶盛撰书，具体详细地记述了杨洪戎马一生。景泰二年（1541年）九月十三日杨洪病逝，得寿71岁。景泰帝赠洪为颖国公谥五襄，厚葬，皇宫辍朝一日。景泰帝痛悼不已，朝臣皆往吊之，将帅在麾下者无不恸哭失声。其侄杨信为洪立碑。